# Onze-Lieve-Vrouw van Vlaanderen
Onze-Lieve-Vrouw van Vlaanderen is een pauselijk gekroond mariabeeld uit Gent. Het beeld kent een grote verering en is gekend voor een Marialied dat in Vlaanderen wijd verspreid is.
Dit 2,75 m grote witmarmeren beeld van de Antwerpse beeldhouwer Jan-Baptist De Cuyper (1807-1852) dateerde van 1846 en was door jonkvrouw Adelaïde d'Hane-Steenhuyse - de Potter geschonken en in 1860 geplaatst in de recent gebouwde jezuïetenkerk in de Posteernestraat in Gent. Het is het oudste gekroonde Mariabeeld in Vlaanderen: de pauselijke kroning werd uitgvoerd door Mgr. Goncella, nuntius. Ter gelegenheid van deze viering werd deze Notre Dame des Jésuites of Notre Dame de Flandre herdoopt tot Onze-Lieve-Vrouw van Vlaanderen. Het beeld werd in 1956 overgebracht naar de kerk van het jezuïetencollege Sint-Barbara in de Savaanstraat.

## Marialied
Het lied verenigt Vlaamse gevoelens en Mariadevotie. Tijdens de Meimaand wordt het op menige katholieke Vlaamse school en tijdens parochiale diensten gezongen. De tekst is van priester August Cuppens (1862-1924) en werd getoonzet door Lodewijk de Vocht (1887-1977). Het lied werd gecomponeerd in 1910 op vraag van de paters jezuïeten van Gent, meer bepaald van pater Jozef Axters. De vraag gebeurde in het kader van de viering van de vijftigste verjaardag van de pauselijke kroning in 1860 van het beeld van Onze-Lieve-Vrouw van Vlaanderen. 
Door de taal-kunstgrepen, eigen aan volkse dichtkunst, is het lied gedateerd maar daarom niet minder geliefd bij de Vlaamse katholieke gelovigen. Het is in oorsprong een staplied in c barré, of een 2 tweede maat, met een tamelijk vlotte beweging. Het is een mooi voorbeeld van de ruimverspreide Mariadevotie in het Vlaanderen van de twintigste eeuw en later.

## Andere liederen voor hetzelfde Mariabeeld
Naast het lied van Cuppens en De Vocht werden voor die gelegenheid nog andere Marialiederen gecomponeerd en uitgevoerd:
- Feestgezang van Frans Uyttenhove op tekst van Caesar Gezelle,
- Lofzang aan O.L.V. van Vlaanderen van Karel Mestdagh op tekst van Jeroom Noterdaeme
- Gebed aan O.L.V. van Vlaanderen van Robert Herberigs op tekst van Emiel Fleerackers s.j. en
- Zang ter eere van Onze Lieve Vrouw van Vlaanderen. Gent 1860-1910 van Joseph Ryelandt op tekst van Aloïs Walgrave o.p.

Deze liederen kenden niet de populariteit die gedurende decennia het Liefde gaf u duizend namen te beurt viel.

## De tekst
Liefde gaf U duizend namen
Groot en edel, schoon en zoet
Maar geen een die 't hart der Vlamen
Even hoog verblijden doet
Als de naam, o Moedermaagd,
Die gij in ons landje draagt.
Schoner klinkt hij dan al d'andren.
Onze Lieve Vrouw van Vlaand'ren (bis).
Waar men ga langs Vlaamse wegen
Oude hoeve, huis of tronk,
Komt men U, Maria, tegen,
Staat Uw beeltenis te pronk
Lacht ons toe uit lindegroen
Bloemenkrans of blij festoen
Moge 't nimmer hier verand'ren
O gij Lieve Vrouw van Vlaand'ren (bis)
Blijf in 't Vlaamse harte tronen
Als de hoogste koningin
Als de beste moeder wonen
In elk Vlaamse huisgezin
Sta ons bij in alle nood,
Nu en in het uur der dood
Ons, Uw kind'ren, en ook d'and'ren
Liefste Lieve Vrouw van Vlaand'ren (bis)